# 1912 en rugby à XV
Chronologie du rugby à XV
1911 en rugby à XV - 1912 en rugby à XV - 1913 en rugby à XV
Les faits marquants de l'année 1912 en rugby à XV

## Mars
- 31 mars : au stade des Ponts Jumeaux à Toulouse, devant 15 000 spectateurs, le Stade toulousain bat en finale le Racing club de France 8 - 6 et remporte son premier titre de champion de France[1].

## Avril
Le Tournoi des Cinq Nations 1912 s'est déroulé du 1er janvier au 8 avril 1912 et a vu la victoire conjointe de l'Angleterre et de l'Irlande, avec trois victoires et une défaite.
La France recueille sa deuxième cuillère de bois après celle de 1910, en concédant quatre défaites.
- Article détaillé : Tournoi des Cinq Nations 1912

## Récapitulatifs des principaux vainqueurs de compétitions 1911-1912
- Le Stade toulousain est champion de France.
- Le Devon est champion d'Angleterre des comtés.

## Naissances
- 1er février : Joseph Desclaux, centre et demi d'ouverture international français à 10 reprises, naît à Collioure. († 26 mars 1988).